# Crucifix peint (Lorenzo di Bicci, Avignon)
Le Crucifix de Lorenzo di Bicci à Avignon est un  crucifix peint  en  tempera  sur bois, réalisé dans la fin du XIVe siècle par Lorenzo di Bicci. Il est exposé au musée du Petit Palais d'Avignon.

## Histoire
Issu de la collection Campana, il entre au musée du Louvre en 1863 et est remis pour exposition au musée du Petit Palais d'Avignon en 1976.
Le crucifix a subi une transformation : on peut distinguer la trace de la position initiale des bras rabattus vers le bas, et les deux lobes latéraux pour l'emplacement des mains.

## Description
Le Christ est du type  patiens, mort (kénose) de la représentation orientale (byzantine) montrant les déformations dues aux sévices infligés :
- Face tournée, émaciée saisie par la mort dans une pose sereine,
- yeux fermés du  masque mortuaire,
- affaissement du corps,
- plaies saignantes, (mains, pieds et flanc)

La forme à lobes du crucifix est qualifié de complexe, tréflée.
Les panneaux latéraux des flancs du Christ comportent des anges agenouillés et priant sur une sorte de tissu ouvragé dont on aperçoit des plis ou des brisures.
Le panneau bilobé du haut de la croix ne comporte que le titulus à l'inscription INRI.